# Umeå tjärexport AB
Umeå tjärexport AB, förkortat UTAB, var ett svenskt aktiebolag – grundat i oktober 1893 på initiativ av konsul Egil Unander-Scharin – som åren 1893–1980 handlade med tjära. Bolagets syfte var att samordna hanteringen av dalbränd tjära från Övre Norrland , vilket till stor del lyckades; vid sekelskiftet 1900 hanterade UTAB drygt 80 procent av den västerbottniska tjärexporten, som totalt sett uppgick till omkring 18 000 tunnor per år.
Företaget satte upp ett antal handelsbodar efter järnvägslinjen, de första i oktober 1893 i Tvärålund vid sjön Tväråträsket och i Hällnäs, och i  december samma år i Ekträsk. Till dessa järnvägsstationer levererade tjärtillverkarna sin produkt och kunde av bolaget byta till sig förnödenheter av olika slag. 
Så småningom utvidgade bolaget detaljhandelsverksamheten. Flera filialer etablerades längs järnvägslinjen mot Norrbottens län (Åsträsk, Bastuträsk, Långträsk). Ett flertal agenter och uppköpare i Holland, Belgien och Frankrike skötte om försäljningen av tjäran.
Efter delägaren Anders Åströms död 1915 bytte bolaget ägare och försattes i konkurs, men drevs sedan vidare av sonen Birger Åström. År 1931 drabbades Birger av en hjärnblödning och avled. Bolaget drevs vidare av Birgers änka Ingegerd Åström Levander, Vindeln.